# Вільгельм II (граф Фландрії)
Вільгельм II Дамп'єрр (фр. Guillaume III de Dampierre; 1224 — 6 червня 1251, Тразені) — сеньйор Дамп'єрра з 1231, граф-співправитель Фландрії (під ім'ям Вільгельм II) з 1246 роки, син Вільгельма II (сеньйора Дамп'єрра) і його дружини Маргарити II (графині Фландрії та Ено).

## Біографія
Вільгельм був старшим сином графині Фландрії і Ено Маргарити II від другого шлюбу.
Його мати в 1212 вийшла заміж за Бушара Авена, бальї Ено. Старша сестра Маргарити, Іоанна, графиня Фландрії і Ено, засудила цей шлюб, вважаючи його неприпустимим, оскільки Бушар ще дитиною був присвячений служінню Богу і поставлений протодияконом. Папа Інокентій III визнав цей шлюб в 1216 недійсним, але формально він розірваний не був, і подружжя продовжувало жити разом. Від цього шлюбу народилося 3 дитини, один з яких помер у дитинстві. В 1219 Бушар був поміщений у в'язницю, з якої його звільнили в 1221 з умовою, що він покине дружину і вирушить до Рима за відпущенням гріхів.
Поки він був у Римі, Маргарита за наполяганням сестри в 1223 вийшла заміж за Вільгельма II Дамп'єрра. Цей шлюб викликав скандал, оскільки перший шлюб розірвано так і не було. Конфлікт, що виник в результаті між родами Дамп'єрр і Авен, не вщухав кілька десятиліть. Авени заявляли про своє право первородства, а Дамп'єри не визнавали спадкоємцями зведених братів, називаючи їх бастардами.
В 1231 у після смерті батька Вільгельм успадкував сеньйорію Дамп'єрр.
В 1235 король Франції Людовик IX домігся примирення між Маргаритою і старшим з її синів від першого шлюбу Іоанном, передбачивши нерівний розділ спадщини: Авени отримували дві сьомих, а Дамп'єрри — п'ять сьомих. Але справа ускладнювалася тим, що частина спадщини знаходилося у Франції (Фландрія), а частина — в імперії (Ено).
5 грудня 1244 року померла бездітна графиня Іоанна (її єдина дочка, Марія, померла в 1236), після чого Фландрія і Ено перейшли до Маргарити. Але практично відразу знову виникла суперечка за спадщину між дітьми Маргарити. В 1245 імператор Фрідріх II заповів Маргариті ще й маркграфство Намюр, але воно знаходилося в заставі у французького короля за велику позику, яку король позичив імператору Константинополя Балдуїну II.
В 1246 у напередодні хрестового походу Людовик IX і папський легат Ед де Шатору домоглися примирення сторін, надавши Еноське графство  Авенам, а Фландрське графство — Дамп'єррам. Тоді ж Маргарита зробила Вільгельма своїм співправителем у Фландрії, а старшого сина Іоанна назначила правити графством Ено, не надаючи йому титулу співправителя. Після цього Вільгельм вирушив разом з Людовиком IX в хрестовий похід, з якого повернувся в 1250.
Після повернення, Вільгельм підписав з Іоанном I Авеном 19 травня 1250 угоду з приводу Намюра, омаж на яке в 1249 Маргарита поступилася Іоанну. У тому ж році Римська курія визнала нарешті законні права Авенів.
Але 6 червня 1251 на турнірі в Тразені група лицарів вбила Вільгельма. Убитий Вільгельм дітей не залишив, тому Маргарита визнала своїм спадкоємцем іншого сина від другого шлюбу — Гвідо.
У вбивстві Вільгельма звинуватили Авенів, після чого боротьба між родами поновилася знову.

## Родина
Дружина (p 1247) — Беатриса Брабантська (1225—1288), дочка Генріха II, герцога Брабантського, і Марії Гогенштауфен, дочки Філіппа Швабського, короля Німеччини, вдова Генріха IV Распе, ландграфа Тюрингії і антикороля Німеччини.
Діти: не було.